# ريتشارد لورينز (متزلج جماعي)
ريتشارد لورينز (بالألمانية: Richard Lorenz)‏ هو متزلج جماعي نمساوي، (و. 1901  م).

## وصلات خارجية
- ريتشارد لورينز على موقع أوليمبيديا (الإنجليزية)